# توسنو
شهر توسنو (به روسی: Тосно) در کشور روسیه و در اوبلاست لنینگراد واقع شده‌است.